# Jan Jurjewitsch Sparre
Jan Jurjewitsch Sparre (russisch Ян Юрьевич Спарре, wiss. Transliteration Jan Jur'evič Sparre; * 1891; † 1962) war ein sowjetischer Gewichtheber.

## Werdegang
Jan Sparre war ein junger Moskauer Gewichtheber, der noch in der Zarenzeit mit diesem Sport begonnen hatte und unmittelbar nach der Oktoberrevolution 1917 schon wieder an der Hantel stand. 1918 wurde er erstmals sowjetischer Meister. Bis 1934 gewann er insgesamt 10 sowjetische Meistertitel in drei Gewichtsklassen. Diese Titel gewann er alle im damals üblichen Fünfkampf (einarmiges Reißen und Stoßen und beidarmiges Drücken, Reißen und Stoßen). Mit seinen Leistungen hätte Jan Sparre bei vielen internationalen Meisterschaften sicher hervorragende Platzierungen erreicht. Da es sehr interessant ist, zu sehen, was Jan Sparre bei den Olympischen Spielen 1920, 1924 und 1928 erreicht hätte, wenn die UdSSR daran teilgenommen hätte, werden die Leistungen Sparres mit den Olympiasiegern jener Jahre, und 1920 und 1924 auch mit den deutschen Meistern verglichen, die ja von der Teilnahme an diesen Olympischen Spielen ausgeschlossen waren, verglichen.
- 1920: Olympische Spiele in Antwerpen: der 1. Sieger im Schwergewicht, Filippo Bottino, Italien, erzielte in einem Dreikampf, bestehend aus einarmigem Reißen und Stoßen und beidarmigem Stoßen, 270 kg (70-85-115). Jan Sparre erzielte bei den sowjetischen Meisterschaften innerhalb des Fünfkampfes mit den gleichen Übungen 282,5 kg (71,8-91-119,9). Der Kölner Karl Mörke erzielte allerdings bei den deutschen Meisterschaften 332,5 kg (77,5-100-155).
- 1924: Olympische Spiele in Paris: der 1. Sieger im Schwergewicht, Giuseppe Tonani, Italien, erzielte im Fünfkampf 517,5 kg (80-95-100-112,5-130). Jan Sparre bei den sowjetischen Meisterschaften 523,7 kg (81,9-102,4-98,3-105,2-136,8). Der deutsche Meister von 1924 Josef Straßberger erzielte 530 kg (80-92,5-110-105-142,5).
- 1928: Olympischen Spiele in Amsterdam: der 1. Sieger im Halbschwergewicht Sayed Nosseir, Ägypten, erzielte im olympischen Dreikampf 355 kg, er siegte vor Louis Hostin, Frankreich, 352,5 kg, Verheijen, Niederlande, 337,5 kg und Jakob Vogt, Deutschland, 335 kg. Jan Sparre erzielte innerhalb des Fünfkampfes bei den sowjetischen Meisterschaften 335 kg (95-105-135)

Nach seiner aktiven Zeit war Jan Sparre, Funktionär, Trainer und Kampfrichter im Gewichtheberwesen der UdSSR. 1922 wurde er in den Moskauer Stadtrat gewählt. Bei den Olympischen Spielen 1960 in Rom vertrat er die Sowjetunion als Kampfrichter.

## UdSSR-Meisterschaften
(Mi = Mittelgewicht, Ls = Leichtschwergewicht, S = Schwergewicht)
- 1918, 1. Platz, Mi, mit 454,5 kg (70,8-90,1-86,4-90,1-117,1),
- 1920, 1. Platz, S, mit 463,5 kg (71,8-91-88,4-92,4-119,9),
- 1922, 1. Platz, Ls, mit 481,4 kg (74-90,3-94,1-96,8-126,2),
- 1923, 1. Platz, Ls, mit 504 kg (77,8-102,6-95-97,6-131),
- 1924, 1. Platz, S, mit 523,7 kg (81,9-102,4-98,3-105,2-136,8),
- 1926, 1. Platz, S, mit 515,5 kg (81,9-100,2-98-100,2-134,9),
- 1927, 1. Platz, Ls, mit 516 kg (81,5-100,2-98,4-100,2-135,3),
- 1928, 1. Platz, Ls, mit 516 kg (81-100-95-105-135),
- 1932, 1. Platz, S, mit 502,5 (80-85-102,5-100-135),
- 1934, 1. Platz, Ls, mit 493 kg (78,5-97-91,5-99-129).

## Weltrekorde
(inoffiziell, da die UdSSR nicht Mitglied im Intern. Gewichtheber-Verband war)
im beidarmigen Drücken:
- 86,5 kg, 1918 in Moskau, Ls,
- 94 kg, 1922 in Moskau, Ls,
- 100 kg, 1923 in Moskau, Ls.

im beidarmigen Reißen:
- 90 kg, 1918 in Moskau, Mi,
- 90 kg, 1918 in Moskau, Ls,
- 90 kg, 1918 in Moskau, S,
- 96,5 kg, 1922 in Moskau, Ls.

im beidarmigen Stoßen:
- 116,5 kg, 1918 in Moskau, Mi,
- 116,5 kg, 1918 in Moskau, Ls.

| Personendaten    | Personendaten             |
| ---------------- | ------------------------- |
| NAME             | Sparre, Jan Jurjewitsch   |
| KURZBESCHREIBUNG | sowjetischer Gewichtheber |
| GEBURTSDATUM     | 1891                      |
| STERBEDATUM      | 1962                      |